# الليالي البيض (مسلسل)
اللّيالي البيض مسلسل درامي تونسي يتكون من ثمانية عشرة حلقة، عُرض في النصف الثاني من شهر رمضان سنة 2007 على قناة تونس 7، وهو من تأليف رفيقة بوجدي وإخراج الحبيب المسلماني. يتناول المسلسل عددًا من القضايا الاجتماعية التي تهم المجتمع التونسي مثل البطالة، الخيانة والسرقة، ويُعد أول مسلسل تونسي من تأليف امرأة.

## القصة
تتمحور أحداث المسلسل حول الشابة «أحلام نصري»، المتخرجة حديثًا من كلية الطب بتونس. تعيش أحلام علاقة حب مع ابن جيرانها نادر القاسمي، العاطل عن العمل. يحصل هذا الأخير على وظيفة في شركة مقاولات صاحبها خالد العابد، وهو رجل ثري ليس لديه أبناء من زوجته الفرنسية جوليات، التي تعاني من العقم. يترك نادر أحلام ليتزوج درصاف، ابنة كوثر (الشقيقة الكبرى لخالد)، معتقدًا أن أبناء كوثر هم الورثة الشرعيون لخالد بعد وفاته.
ومع تطور الأحداث شيئا فشيئا، يتم اكتشاف أن والدة أحلام، مفيدة، كانت على علاقة بخالد عندما كانت والدتها (فاطمة) تعمل خادمة في منزل عائلة العابد، وأن أحلام هي الابنة البيولوجية لخالد ووريثته الشرعية.

## الشخصيات
- أمال سفطة: «كوثر العابد» الشقيقة الكبرى لعائلة العابد
- فتحي المسلماني: «خالد العابد» مدير شركة مقاولات، شقيق كوثر
- ليلى الشابي: «مفيدة نصري» ربة منزل، حبيبة خالد السابقة
- سناء كسوس: «أحلام نصري» طبيبة، ابنة مفيدة وخالد البيولوجية
- عزيزة بولبيار: «فاطمة نصري» والدة مفيدة
- صلاح مصدق: «الهادي» زوج كوثر
- سعيدة السراي: «ندى العابد» باحثة في الجيولوجيا، الشقيقة الصغرى لكوثر وخالد
- معز التومي: «نادر القاسمي» محاسب في شركة خالد، خطيب أحلام السابق
- بشرى السلطاني: «درصاف» ابنة كوثر والهادي، زوجة نادر
- أحمد الحفيان: «شفيق» ضابط شرطة، خطيب ندى ثم زوجها
- محمد الغزواني: «علي القاسمي» والد نادر
- هشام برتقيز: «بلقاسم نصري» زوج مفيدة، والد أحلام بالتبني
- برناديت ماشيلو: «جوليات العابد» زوجة خالد، فرنسية الجنسية
- نصاف بن حفصية: «زُهرة» خادمة منزل خالد وجوليات
- حنان بالعيفة: «عفيفة» خادمة منزل منزل كوثر والهادي
- محمد دغمان: «سفيان الدالي» طبيب جراح، خطيب أحلام ثم زوجها
- أحمد بن علي: «رستم» ابن كوثر والهادي
- حلمي الدريدي: «حمزة» صديق رستم
- أحمد الأندلسي: «هيثم» صديق رستم
- سوسن معالج: «عايدة» حبيبة هيثم
- جعفر القاسمي: «فاروق» صديق رستم، خطيب عفيفة
- مليكة الحبلاني: «زكية القاسمي» والدة نادر
- روضة المنصوري: «سميحة القاسمي» شقيقة نادر وصديقة أحلام
- نورهان بوزيان: «بيّة القاسمي» شقيقة نادر

## فريق العمل
| العمل     | صاحب العمل             |
| --------- | ---------------------- |
| الإنتاج   | مؤسسة التلفزة التونسية |
| الموسيقى  | الطاهر القيزاني        |
| السيناريو | رفيقة بوجدي            |
| الإخراج   | الحبيب المسلماني       |